# Communauté d'États latino-américains et caraïbes
Institutions
La Communauté d'États latino-américains et caraïbes (CELAC) (en espagnol : Comunidad de Estados Latinoamericanos y Caribeños, en portugais : Comunidade de Estados Latino-Americanos e Caribenhos) est un organisme intergouvernemental régional qui regroupe les 600 millions d'habitants des trente-trois États d’Amérique latine et des Caraïbes. Elle est créée le 23 février 2010 lors du sommet du Groupe de Rio à Playa del Carmen au Mexique.
Sont absents de ce groupe le Canada et les États-Unis, ainsi que les territoires d'outre-mer de la France, des Pays-Bas, du Danemark et du Royaume-Uni dans les Amériques.

## Présentation
Ce bloc régional est le successeur du Groupe de Rio et du Sommet de l'Amérique latine et des Caraïbes sur l'intégration et le développement (CALC) et il est considéré comme une alternative à l'Organisation des États américains (OEA),,. Il est le résultat d'une décennie d'efforts pour une plus grande intégration de l'Amérique latine, et son but est de promouvoir l'intégration et le développement des pays latino-américains.
Après sa création le 23 mars 2010 à Mexico, la CELAC a choisi en juillet 2010 les présidents du Venezuela Hugo Chávez et du Chili Sebastián Piñera, en tant que coprésidents du forum afin de dessiner les statuts de l'organisation.
Un plan d'action a été adopté lors du sommet qui s'est tenu à Caracas les 2 et 3 décembre 2011,.
Un sommet élargi de la CELAC s'est tenu les 26 et 27 janvier 2013 au Chili. Il réunissait 43 chefs d’États de la CELAC et de l'Union européenne. Il fut suivi du premier sommet des chefs de gouvernements de la CELAC les 28 et 29 janvier. Le deuxième sommet des 33 chefs de gouvernement de la Communauté des États d’Amérique latine et des Caraïbes (Celac) s'est déroulé à La Havane à Cuba, les 28 et 29 janvier 2014.
En 2020, Jair Bolsonaro décide de suspendre sa participation au groupe, jugé comme une organisation d'extrême gauche menée par le Venezuela, le Nicaragua et Cuba, et qui n'a donc pas réussi à atteindre son objectif de diffuser le modèle démocratique dans la région.

## États membres
La CELAC est composée de 33 États d'Amérique centrale, d'Amérique du Sud et des Caraïbes.
Dix-huit pays hispanophones :
| - Argentine - Bolivie - Chili - Colombie - Costa Rica - Cuba - République dominicaine - Équateur - Salvador | - Guatemala - Honduras - Mexique - Nicaragua - Panama - Paraguay - Pérou - Uruguay - Venezuela |

Un pays lusophone :
| - Brésil |

Un pays francophone :
| - Haïti |

Douze pays anglophones :
| - Antigua-et-Barbuda - Bahamas - Barbade - Belize - Dominique - Grenade - Guyana - Jamaïque - Saint-Christophe-et-Niévès - Sainte-Lucie - Saint-Vincent-et-les-Grenadines - Trinité-et-Tobago |

Un pays néerlandophone :
| - Suriname |

## Sommets
| Sommet         | Année | Ville        | Pays hôte                       |
| -------------- | ----- | ------------ | ------------------------------- |
| -              | 2011  | Caracas      | Venezuela                       |
| I              | 2013  | Santiago     | Chili                           |
| II             | 2014  | La Havane    | Cuba                            |
| III            | 2015  | San José     | Costa Rica                      |
| IV             | 2016  | Quito        | Équateur                        |
| V              | 2017  | Punta Cana   | République dominicaine          |
| VI (non tenu)  | 2018  |              | Salvador                        |
| VII (non tenu) | 2019  |              | Bolivie                         |
| VIII           | 2020  | Mexico       | Mexique                         |
| IX             | 2021  | Mexico       | Mexique                         |
| X              | 2022  | Buenos Aires | Argentine                       |
| XI             | 2023  | Buenos Aires | Argentine                       |
| XII            | 2024  | Kingstown    | Saint-Vincent-et-les-Grenadines |

## Présidence
La présidence de l'organisation est rotative, c'est-à-dire qu'un dirigeant d'un État membre alors en fonction lors de la fin du mandat du président de la CELAC est éligible pour être nommé à cette fonction. Le président est choisi par et parmi les chefs d'État ou de gouvernement des États membres.
|    | Président | Président                   | Pays                            | Début            | Fin              |
| -- | --------- | --------------------------- | ------------------------------- | ---------------- | ---------------- |
| 1  |           | Sebastián Piñera            | Chili                           | 3 décembre 2011  | 28 janvier 2013  |
| 2  |           | Raúl Castro                 | Cuba                            | 28 janvier 2013  | 28 janvier 2014  |
| 3  |           | Laura Chinchilla            | Costa Rica                      | 28 janvier 2014  | 8 mai 2014       |
| 4  |           | Luis Guillermo Solís        | Costa Rica                      | 8 mai 2014       | 28 janvier 2015  |
| 5  |           | Rafael Correa               | Équateur                        | 28 janvier 2015  | 28 janvier 2016  |
| 6  |           | Danilo Medina               | République dominicaine          | 28 janvier 2016  | 26 janvier 2017  |
| 7  |           | Salvador Sánchez Cerén      | Salvador                        | 26 janvier 2017  | 14 janvier 2019  |
| 8  |           | Evo Morales                 | Bolivie                         | 14 janvier 2019  | 12 novembre 2019 |
| 9  |           | Jeanine Áñez                | Bolivie                         | 12 novembre 2019 | 7 janvier 2020   |
| 10 |           | Andrés Manuel López Obrador | Mexique                         | 7 janvier 2020   | 7 janvier 2022   |
| 11 |           | Alberto Fernández           | Argentine                       | 7 janvier 2022   | 24 janvier 2023  |
| 12 |           | Ralph Gonsalves             | Saint-Vincent-et-les-Grenadines | 24 janvier 2023  | en fonction      |